# Ричен
Ричен или Ричице (њем. Rietschen, глсрп. Rěčicy) општина је у њемачкој савезној држави Саксонија. Једно је од 57 општинских средишта округа Герлиц. Према процјени из 2010. у општини је живјело 2.857 становника. Посједује регионалну шифру (AGS) 14626460.

## Географски и демографски подаци
Ричен се налази у савезној држави Саксонија у округу Герлиц. Општина се налази на надморској висини од 143 метра. Површина општине износи 72,8 km². У самом мјесту је, према процјени из 2010. године, живјело 2.857 становника. Просјечна густина становништва износи 39 становника/km².